# Affaire Mundhra
L'affaire Mundhra est une affaire de détournement de fonds publics qui reste comme le premier scandale politico-financier de l'Inde post-indépendance. Elle se conclut en février 1958 par la démission du ministre des Finances T. T. Krishnamachari (en), et expose au grand jour le conflit qui oppose le Premier ministre Nehru et son beau-fils Feroze Gandhi.

## Origine
À l'origine de l'affaire Mundhra, on trouve un investissement réalisé par une société publique, la Life Inurance Corporation (LIC), en juin 1957. Des actions de différentes sociétés, appartenant toutes à l'homme d'affaires bengalais Haridas Mundhra, sont acquises pour un montant total de plus de douze millions de roupies. L'objectif affiché est de stabiliser les marchés.

## Révélations
Début août 1957, la transaction est évoquée dans les colonnes d'un quotidien, avec toutefois une erreur factuelle : selon le journaliste, la LIC a investi dans des sociétés non listées, ce qui est inexact. Le 4 septembre 1957, un parlementaire, Ram Subhag Singh, demande au gouvernement de justifier cet investissement. Le ministre des Finances, T. T. Krishnamachari (en), se contente de répondre que la LIC n'a procédé à aucun achat d'actions de sociétés non listées.
Cette réponse ne satisfait pas Feroze Gandhi, parlementaire et beau-fils du Premier ministre Jawaharlal Nehru, qui décide de mener sa propre enquête. Le 16 décembre 1957, il présente ses conclusions lors d'un débat au parlement. Dans son discours, Gandhi affirme entre autres que le ministre des Finances lui-même, ainsi que son secrétaire principal Haribhai M. Patel (en), sont à l'origine de la transaction, et que certaines des actions achetées sont des faux. Placé au centre du débat politique pendant de longues semaines, le scandale pousse Nehru à mettre en place début 1958 une commission d'enquête, présidée par le Chief justice de la haute cour de Bombay, M. C. Chagla (en).

## Commission Chagla
La commission Chagla siège en public, et ses auditions attirent une foule nombreuse. Le ministre des Finances T. T. Krishnamachari, lui-même entendu, fait pâle figure. Dans ses conclusions, rendues après seulement un mois, Chagla affirme que Mundhra est un homme d'affaires véreux, que ses sociétés sont sans valeur, que les actions, plutôt que d'être acquises sur le marché, ont été négociées directement auprès de Mundhra et que, comme l'avait laissé entendre Feroze Gandhi, certaines des actions sont des faux. Chagla accuse aussi le secrétaire principal aux Finances Haribhai M. Patel d'être à l'origine de la transaction, sans pouvoir affirmer s'il avait ou non reçu l'aval du ministre T. T. Krishnamachari.

## Conséquences
À la suite de la publication du rapport de la commission Chagla, T. T. Krishnamachari et Haribhai M. Patel sont contraints à la démission. Leur carrière politique est toutefois loin d'être terminée : Krishnamachari retrouve le ministère des Finances en 1964, et Patel accède au même poste en 1977. Feroze Gandhi n'a de son côté guère le temps de profiter de son nouveau statut d'homme de fer du parlement : il décède en 1960.
Quant à Haridas Mundhra, il passera 22 ans derrière les barreaux. 

## Sources
- (en) Samanth Subramanian. India’s Very First Corruption Scandal. New York Times blogs. 9 mai 2012.
- (en) Inder Malhotra. The Mundhra affair. Indian Express. 12 décembre 2008.